# TYC 8997-1597-1
TYC 8997-1597-1 (CPD-63 2495) es una sistema binario compuesto por un púlsar, PSR B1259-63, y una estrella, SS 2883 (LS 2883).
Situado en la constelación de la Cruz del Sur, tiene magnitud aparente +10,08 y se encuentra a unos 5000 años luz de distancia del sistema solar.
La estrella, unas 10 veces más masiva que el Sol, tiene tipo espectral B2e; es una estrella Be, con un disco circunestelar originado por la pérdida de masa asociada a la rápida rotación.
La órbita del sistema es muy excéntrica (ε = 0,87) variando la separación entre ambos objetos entre 0,67 y 70 UA. Su período orbital es de 3,4 años.

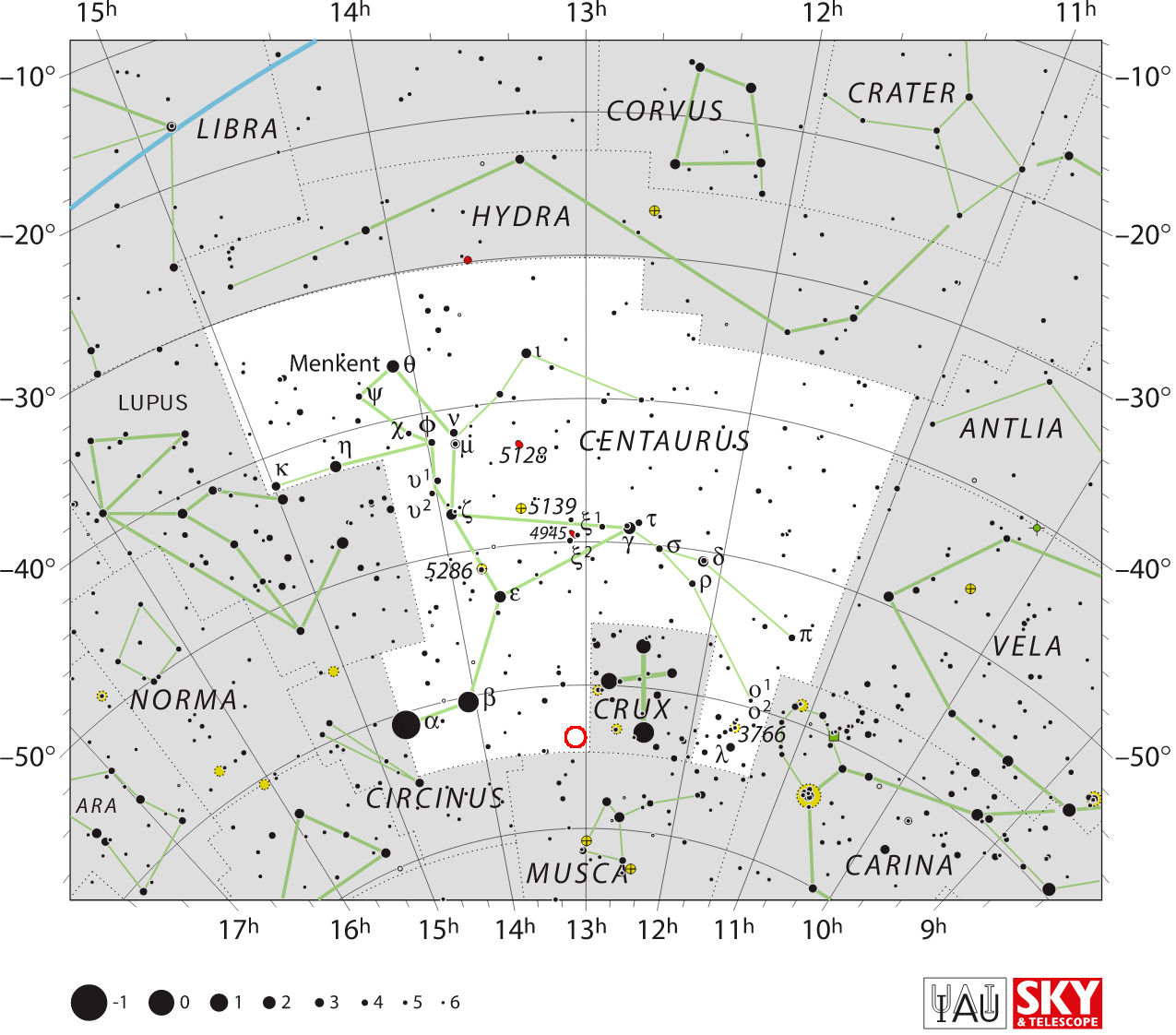
La ubicación del PSR B1259-63 (circulo en rojo).

Debido a su corto período de rotación (47,7 ms) y al intenso campo magnético superficial, el pulsar produce un viento relativista fuerte que, al contrario que en pulsares aislados, interacciona con el viento de la estrella masiva. Este proceso de interacción adquiere máxima importancia en el paso por el periastro, cuando el pulsar se sumerge en el viento estelar no homogéneo. Como consecuencia de ello, aparece un choque relativista en el viento del pulsar. En el choque las partículas elementales pueden ser aceleradas a energías del orden de TeV.
Los fotones de luz son convertidos en rayos gamma de alta energía por el campo magnético del pulsar. Estos chocan con electrones y positrones generando radiación sincrotrón.